# Royal Indian Open 2012
Il Royal Indian Open 2012 è stato un torneo professionistico di tennis femminile giocato sul cemento. È stata la 1ª edizione del torneo, che fa parte del WTA Challenger Tour 2012. Si è giocato a Pune in India dal 4 all'11 novembre 2012.

## Partecipanti

### Teste di serie
| Nazionalità | Giocatrice          | Ranking* | Testa di serie |
| ----------- | ------------------- | -------- | -------------- |
| Russia      | Nina Bratčikova     | 90       | 1              |
| Giappone    | Misaki Doi          | 104      | 2              |
| Croazia     | Donna Vekić         | 114      | 3              |
| Rep. Ceca   | Eva Birnerová       | 125      | 4              |
| Giappone    | Kimiko Date-Krumm   | 128      | 5              |
| Germania    | Andrea Petković     | 140      | 6              |
| Ucraina     | Elina Svitolina     | 148      | 7              |
| Thailandia  | Tamarine Tanasugarn | 151      | 8              |

* Ranking al 29 ottobre 2012.

### Altre partecipanti
Giocatrici che hanno ricevuto una wild card:
- Prerna Bhambri
- Rutuja Bhosale
- Andrea Petković
- Prarthana Thombare

Giocatrici che sono passate dalle qualificazioni:
- Stephanie Bengson
- Nidhi Chilumula
- Andreja Klepač
- Rishika Sunkara

## Campionesse

### Singolare
Elina Svitolina ha sconfitto in finale  Kimiko Date-Krumm per 6-2, 6-3.

### Doppio
Nina Bratčikova /  Oksana Kalašnikova hanno sconfitto in finale  Julia Glushko /  Noppawan Lertcheewakarn per 6-0, 4-6, [10-8].